# Шейк, Шанина
Шанина Шейк (англ. Shanina Shaik; родилась 11 февраля 1991, Мельбурн) — австралийская топ-модель.

## Биография и карьера
Родилась в Мельбурне в 1991 году, отец — пакистанец, мать — литовка. С восьми лет в модельном бизнесе, участвовала в показах местных марок. После окончания школы приняла участие в модельном конкурсе Make Me A Supermodel, дошла до финала, после этого подписала профессиональный контракт. В семнадцать лет переехала в Нью-Йорк. На международном подиуме дебютировала в 2009 году на неделе высокой моды в Нью-Йорке.
В различное время принимала участие в показах: Atsuro Tayama, Blumarine, Charlotte Ronson, Diesel, Jason Wu, Kevork Kiledjian, L'Wren Scott, Maiyet, Nanette Lepore, Oscar De La Renta, Ruffian, Stella McCartney, Vivienne Westwood, Bless'ed Are The Meek, Guanabana, Karen Neilson, Kirrily Johnston, L.A.M.B., Lisa Blue, Lisa Marie, Miss Unkon, None the Richer, Nookie Beach, Project Runway, Roopa Pemmaraju, Stella McCartney, Terri Donna, Wonders Cease, Chanel, Betsey Johnson, Catherine Malandrino,Gerlan Jeans и другие.
В 2011, 2012 и 2014 и 2015 годах была приглашена на итоговые показы компании Victoria’s Secret.
С 28 апреля 2018 года Шейк замужем за Грегом Эндрюсом. 7 июня 2019 года стало известно, что супруги расстались после тринадцати месяцев брака, а 2 июля они подали на развод.
16 сентября 2022 года родила сына от своего бойфренда Мэттью Адесуяна.